# Club Alianza Lima (féminines)
Pour la section masculine, voir Club Alianza Lima.
Maillots
La section de football féminin du Club Alianza Lima est un club de football féminin péruvien basé à Lima.

## Histoire

### Les débuts du club
L'Alianza Lima féminines fait son apparition à la fin des années 1990 lors du championnat métropolitain de Lima et Callao. Le 17 août 1997, il s'incline 0-5 face à l'Universitario de Deportes, match qui constitue la première opposition entre ces deux clubs dont la rivalité – chez leurs homologues masculins – porte le nom de Superclásico.
Contrairement à l'Universitario qui joue les premières places dans le championnat féminin, l'Alianza Lima attend de longues années avant de faire parler de lui. Ce n'est qu'en 2019 qu'il atteint la finale du championnat métropolitain de Lima et Callao, mais s'incline 1-2 face à l'Universitario.

### Le doublé en 2021-2022
Deux ans plus tard, l'Alianza Lima forme une équipe compétitive afin de disputer l'édition 2021 du championnat (qui porte désormais le nom de Liga Femenina FPF). Le club termine la première phase du championnat invaincu, avec 68 buts marqués et aucun but encaissé. Le 4 septembre 2021, les Blanquiazules retrouvent leur grand rival de l'Universitario de Deportes en finale et s'imposent 1-0 (but de Neidy Romero (en)).
Qualifiées à l'édition 2021 de la Copa Libertadores, les joueuses de l'Alianza Lima créent la sensation en se qualifiant aux quarts de finale de la compétition après deux victoires face à l'Universidad de Chile (1-0) et au Real Tomayapo de Bolivie (5-0). Elles s'inclinent à ce stade de la compétition devant le SC Corinthians qui s'impose 3-1.
Le club s'octroie un deuxième championnat d'affilée en 2022 en battant en finale le Carlos A. Mannucci de Trujillo sur un score global de 4-1 (1-1 puis 3-0). L'année suivante, l'Alianza Lima rate la passe de trois en s'inclinant en finale devant son rival de l'Universitario de Deportes (1-0, 0-2).

## Résultats sportifs

### Palmarès
| Compétitions nationales                                                                         | Compétitions régionales                                                |
| - Championnat du Pérou (4) : - Champion : 2021, 2022, 2024, 2025 (ap.). - Vice-champion : 2023. | - Championnat métropolitain (Lima et Callao) : - Vice-champion : 2019. |

### Bilan et records

#### Au niveau national
- Saisons au sein du championnat du Pérou : 5 (2021-).

#### Au niveau international
- Copa Libertadores : 2 participations (2021 et 2022).
- Plus large victoire obtenue en compétition officielle : 
  - Alianza Lima 5:0 Real Tomayapo (Copa Libertadores 2021).
- Plus large défaite concédée en compétition officielle :  
  - SC Corinthians 3:1 Alianza Lima (Copa Libertadores 2021).
  - Deportivo Cali 2:0 Alianza Lima (Copa Libertadores 2021).

## Personnalités du club

### Effectif professionnel (2023)
| N° | Nat.                 | Poste | Nom du joueur         |
| -- | -------------------- | ----- | --------------------- |
| 1  | Drapeau du Pérou     | G     | Fiorella Valverde     |
| 12 | Drapeau du Pérou     | G     | María Fernanda Dávila |
| 23 | Drapeau du Pérou     | G     | Patricia García       |
| 4  | Drapeau du Pérou     | D     | Gianella Romero       |
| 8  | Drapeau du Pérou     | D     | Yoselin Miranda       |
| 13 | Drapeau du Pérou     | D     | Rosa Castro           |
| 14 | Drapeau du Pérou     | D     | Alison Reyes          |
| 15 | Drapeau du Pérou     | D     | Xiomara Canales       |
| 5  | Drapeau du Venezuela | M     | Neidy Romero (en)     |
| 6  | Drapeau du Pérou     | M     | Catherinne Bringas    |
| 10 | Drapeau du Pérou     | M     | Sandra Arévalo        |
| 16 | Drapeau du Venezuela | M     | Tifani Molina         |
| 18 | Drapeau du Pérou     | M     | Yamile Rivas          |
| 20 | Drapeau du Pérou     | M     | Allison Azabache      |

| No. | Nat.                   | Position | Nom du joueur    |
| --- | ---------------------- | -------- | ---------------- |
| 21  | Drapeau du Pérou       | M        | Amparo Chuquival |
| 22  | Drapeau du Pérou       | M        | Emily Flores     |
| 7   | Drapeau du Pérou       | A        | Gladys Dorador   |
| 9   | Drapeau du Pérou       | A        | Adriana Lúcar    |
| 11  | Drapeau du Pérou       | A        | Myriam Tristán   |
| 19  | Drapeau du Pérou       | A        | Yomira Tacilla   |
| 24  | Drapeau du Pérou       | A        | Anaís Vilca      |
| 25  | Drapeau du Pérou       | A        | Birka Ruiz       |
| 27  | Drapeau du Pérou       | A        | Shashenka Porras |
| 29  | Drapeau de la Colombie | A        | Sandra Ibarguen  |
| 30  | Drapeau du Pérou       | A        | Elsa Tapullima   |
| 17  | Drapeau du Venezuela   | A        | Heidi Padilla    |
| 28  | Drapeau du Pérou       |          | Lucerito Huamán  |

### Anciennes joueuses
- Nahomi Martínez
- Cindy Novoa
- Maryory Sánchez

### Entraîneurs
- Samir Mendoza (2019-2022)
- Jhon Alber Ortiz (2023)
- José Letelier (2024-)